# Walachije

Reproductie van de Walachse vlag in een periode omstreeks 1593 tot 1611: de vogel houdt het midden tussen een raaf en een adelaar en staat op een jeneverbes

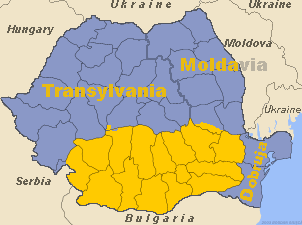
Kaart van Roemenië met geelgekleurd Walachije

Walachije (Roemeens: Țara Românească) is een historische regio in Roemenië. Het gebied wordt begrensd door de zuidelijke Karpaten in het noorden en de Donau in het zuiden en oosten, en is onder te verdelen in Oltenië of Klein-Walachije ten westen van de Olt en Muntenië of Groot-Walachije ten oosten van deze rivier.
De naam komt van de Keltische stam de Volcae. De hoofdstad was eerst Curtea de Argeș, toen Târgoviște en uiteindelijk Boekarest. Een inwoner van Walachije is een Walach. De bekendste is waarschijnlijk prins Vlad Dracula.
In het Hongaars werden alle etnische Roemenen van Transsylvanië in het verleden Walachen genoemd (Hongaars: Oláh). Dit verwijst naar de bakermat van de Roemenen, wat Walachije is.

## Geschiedenis
Walachije was van de late middeleeuwen tot het midden van de negentiende eeuw een vorstendom in het huidige Roemenië.
In de 10e eeuw maken Byzantijnse, Slavische en Hongaarse bronnen melding van drie door Roemenen bewoonde woiwodschappen (hertogdommen of prinsdommen): Walachije, Moldavië en Transsylvanië.
In de 14e eeuw vochten de drie prinsdommen alleen of in samenwerking met andere christelijke staten, maar nooit gezamenlijk, tegen de dreiging van het Ottomaanse Rijk. Mircea de Oudere (1386-1418) en Vlad Tepes (1456-1462) van Walachije, Stefan de Grote (1457-1504) van Moldavië en Johannes Hunyadi van Transsylvanië verdedigden zich verschillende malen met succes tegen de invallen en vertraagden de uitbreiding van het Ottomaanse Rijk in Midden-Europa.
Nadat in 1453 sultan Mehmet de Veroveraar Constantinopel veroverde werden de drie vorstendommen ook bij het Ottomaanse Rijk ingelijfd. In 1600 lukte het Michaël de Dappere voor het eerst Walachije, Moldavië en Transsylvanië te verenigen, al duurde deze vereniging maar een jaar. Michael is daarom een van de grote helden uit de Roemeense geschiedenis.
In 1859 voegden Walachije en Moldavië zich samen tot een vorstendom onder Alexander Jan Cuza, waarmee (klein) Roemenië tot stand kwam.